# Warea amplexifolia
Warea amplexifolia är en korsblommig växtart som först beskrevs av Thomas Nuttall, och fick sitt nu gällande namn av Thomas Nuttall. Warea amplexifolia ingår i släktet Warea och familjen korsblommiga växter. Inga underarter finns listade i Catalogue of Life.